# Кахакн
Кахакн (вірм. Կախակն) — село в марзі Гегаркунік, на сході Вірменії. Село розташоване за 12 км на північ від міста Варденіс, за 73 км на південний схід від міста Чамбарак, за 4 км на схід від села Арпунк, за 5 км на північний захід від села Кутакан та за 7 км на північ від села Мец Масрік. В селі знаходяться хачкари 13 — 16 століття.